# حكم البابا
حكم البابا (7 آذار/مارس 1961 - 19 شباط/فبراير 2023) هو شاعر وصحافي وسيناريست سوري، من مواليد مدينة حماة السورية. توفي في دبي (الإمارات العربية المتحدة) بعد معاناة مع المرض. وعُرف بمعارضته الشديدة لنظام الحكم في سورية.

## المؤهلات العلمية
حاصل على دبلوم في التأهيل الإعلامي قسم الصحافة من معهد الإعداد الإعلامي في دمشق 1982، وإجازة في الفنون المسرحية قسم النقد والأدب المسرحي من المعهد العالي في الفنون المسرحية بدمشق عام 1991.

## أعماله

### في مجال الصحافة
عمل محررًا في صحيفة فلسطين الثورة الصادرة في مدينة بيروت عام 1980 ثم عمل في الصحافة السورية بين عامي 1985 و2007 في مجلة هنا دمشق وجريدة تشرين، كما عمل مراسلاً لمجلتي صباح الخير والفن السابع وجريدتي القاهرة والجيل المصريتين في دمشق بين أعوام، ثم انتقل للعمل محرراً ثقافياً في الموقع الإلكتروني لقناة العربية الفضائية في دبي منذ عام 2007، كتب لصحف عربية عديدة مثل صحيفة جريدتي المحاور والنهار اللبنانيتين والعرب اليوم الأردنية والقدس العربي اللندنية التي تعاقد معها خلال عامي 2005 و2006، كما ترأس تحرير العدد الأخير من جريدة الدومري السورية المستقلة.

### في مجال التلفزيون
كتب سهرتين تلفزيونيتين الأولى بعنوان سبع طوابق في العام 1993 والثانية بعنوان حياة على طريقة الكومبيوتر  عام 1999 كما كتب خمسة مسلسلات تلفزيونية أولها عيلة خمس نجوم 1995 ، أحلام أبو الهنا بالاشتراك مع سلمى كركوتلي 1996، عائلتي وأنا 1999، قلة ذوق وكترة غلبة 2003، وآخرها أيام الولدنة 2007 الذي فاز بخمسة جوائز في مهرجان القاهرة للإعلام العربي 2008 هي ذهبية المسلسلات الكوميدية، وأفضل سيناريو، وأفضل إخراج لمأمون البني، وأفضل ممثل دور أول لباسم ياخور، وأفضل ممثل دور ثان لأندريه سكاف، وكتب وأعد برنامجاً ساخراً للنجم السوري دريد لحام بعنوان على مسؤوليتي في قناة إم بي سي عامي 2001/2002. كما عمل مندوبا ً لمهرجان الإسكندرية السينمائي في مدينة دمشق بين عامي 1998 و2002.

## كتبه المنشورة
صدر له كتاب بعنوان كتاب في الخوف: شاهد عيان على الصحافة السورية الذي صدر في طبعتين متتاليتين في نيسان / أبريل 2005 وأيلول / سبتمبر 2005 عن دار كنعان في دمشق. كما أصدر سبعة دواوين شعرية هي: عصيان 1982، مرّ من هنا 1984، أكبر من جحيم .. أصغر من تنور 1985، عم صباحاً أيها الشقي 1985، سورة ريم 1986، سيرة العائلة 1989، ماتبقى من كلام 1991. كما أصدر سيناريو تلفزيوني باسم أحلام أبو الهنا في العام 1997.

## نشاطاته في النقابات والجمعيات
- عضو اتحاد الصحفيين في سورية منذ عام 1985.
- عضو اتحاد الصحفيين العرب منذ عام 1998.
- عضو أتيلييه القاهرة جماعة الفنانين والكتاب منذ عام 1998.
- نائب رئيس المركز الوطني للدفاع عن حرية الصحافة والصحافيين في سورية (حريات).[6]